# 山崎糯
山崎糯（やまざきもち）は、1919年（大正8年）に山崎永太によって育成されたイネ（稲）の品種。「島田糯」の中から選抜育成されたもの。

## 品種特性
熟期は早生で、無芒。稃先は黄白色を呈する。粘りが強いのが特徴である。

## 歴史

### 育成
1897年（明治30年）に北海道へ渡った富山県出身の山崎永太が、1916年（大正5年）に「島田糯」の中から発見し、選抜育種した。山崎は、渡道後は農業に従事した後に北海道農事試験場上川支場勤務を経て、上士別農会の技術員として技術開発にあたっていた。
1919年（大正8年）に特性の固定を確認し、1924年（大正13年）に北海道農事試験場上川支場を通じて品種比較試験に供された。

### 普及
1929年（昭和4年）に北海道農事試験場が優良品種に認定すると、上川地方を中心に普及していった。次第にそれまでの主力品種であった「島田糯」に取って代わり、1955年（昭和30年）ころまでには、「改良糯」とともに糯品種の主要品種となった。
山崎は1960年（昭和35年）に85歳で没したが、士別市民による市民葬が挙行され、同市の広通りのグリーンベルトにはその功績を称える「山崎永太翁顕彰碑」が建てられた。